# Élections législatives de 1877 en Loir-et-Cher
Les élections législatives de 1877 ont eu lieu le 14 octobre 1877.

## Députés élus
|   | Circonscription | Député sortant              |  | Groupe parlementaire | Député élu                  |  | Groupe parlementaire |
| - | --------------- | --------------------------- |  | -------------------- | --------------------------- |  | -------------------- |
| 1 | Blois 1e        | Jean-François-Charles Dufay |  | Gauche républicaine  | Jean-François-Charles Dufay |  | Gauche républicaine  |
| 2 | Blois 2e        | Pierre Tassin               |  | Gauche républicaine  | Pierre Tassin               |  | Gauche républicaine  |
| 3 | Romorantin      | Pierre Eugène Lesguillon    |  | Gauche républicaine  | Pierre Eugène Lesguillon    |  | Gauche républicaine  |
| 4 | Vendôme         | Édouard de Sonnier          |  | Union républicaine   | Édouard de Sonnier          |  | Union républicaine   |

## Résultats à l'échelle du département
|                | Gauche républicaine, Républicains | 29 334 | 45,50  | 3 |  |  |
|                | Légitimistes                      | 15 368 | 23,84  | 0 |  |  |
|                | Union républicaine                | 12 875 | 19,97  | 1 |  |  |
|                | Centre droit, Constitutionnels    | 6 814  | 10,57  | 0 |  |  |
|                | Divers                            | 74     | 0,11   | 0 |  |  |
|                |                                   |        |        |   |  |  |
| Inscrits       | Inscrits                          | 76 999 | 100,00 | 4 |  |  |
| Votants        | Votants                           | 64 765 | 84,11  |   |  |  |
| Abstentions    | Abstentions                       | 12 234 | 15,89  |   |  |  |
| Blancs et nuls | Blancs et nuls                    | 300    | 0,46   |   |  |  |
| Exprimés       | Exprimés                          | 64 465 | 99,54  |   |  |  |

## Résultats par arrondissement

### Arrondissement de Blois

#### 1recirconscription
| Candidats      | Candidats                    | Étiquette,          | Premier tour | Premier tour |
| Candidats      | Candidats                    | Étiquette,          | Voix         | %            |
| -------------- | ---------------------------- | ------------------- | ------------ | ------------ |
|                | Jean-François-Charles Dufay  | Gauche républicaine | 12 015       | 63,70        |
|                | Julien-Henri Busson-Billault | Centre droit        | 6 814        | 36,12        |
|                | Divers                       |                     | 34           | 0,18         |
|                |                              |                     |              |              |
| Inscrits       | Inscrits                     | Inscrits            | 22 600       | 100,00       |
| Votants        | Votants                      | Votants             | 18 961       | 83,90        |
| Abstention     | Abstention                   | Abstention          | 3 639        | 16,10        |
| Blancs et nuls | Blancs et nuls               | Blancs et nuls      | 98           | 0,52         |
| Exprimés       | Exprimés                     | Exprimés            | 18 863       | 99,48        |

#### 2ecirconscription
| Candidats      | Candidats             | Étiquette,          | Premier tour | Premier tour |
| Candidats      | Candidats             | Étiquette,          | Voix         | %            |
| -------------- | --------------------- | ------------------- | ------------ | ------------ |
|                | Pierre Tassin         | Gauche républicaine | 10 281       | 67,59        |
|                | Henri Léopold de Sers | Légitimiste         | 4 911        | 32,29        |
|                | Divers                |                     | 18           | 0,12         |
|                |                       |                     |              |              |
| Inscrits       | Inscrits              | Inscrits            | 18 066       | 100,00       |
| Votants        | Votants               | Votants             | 15 268       | 84,51        |
| Abstention     | Abstention            | Abstention          | 2 798        | 15,49        |
| Blancs et nuls | Blancs et nuls        | Blancs et nuls      | 58           | 0,38         |
| Exprimés       | Exprimés              | Exprimés            | 15 210       | 99,62        |

### Arrondissement de Romorantin
| Candidats      | Candidats                | Étiquette,          | Premier tour | Premier tour |
| Candidats      | Candidats                | Étiquette,          | Voix         | %            |
| -------------- | ------------------------ | ------------------- | ------------ | ------------ |
|                | Pierre Eugène Lesguillon | Gauche républicaine | 7 038        | 57,53        |
|                | D'Orléans                | Légitimiste         | 5 190        | 42,43        |
|                | Divers                   |                     | 5            | 0,04         |
|                |                          |                     |              |              |
| Inscrits       | Inscrits                 | Inscrits            | 14 809       | 100,00       |
| Votants        | Votants                  | Votants             | 12 295       | 83,02        |
| Abstention     | Abstention               | Abstention          | 2 514        | 16,98        |
| Blancs et nuls | Blancs et nuls           | Blancs et nuls      | 62           | 0,50         |
| Exprimés       | Exprimés                 | Exprimés            | 12 233       | 99,50        |

### Arrondissement de Vendôme
| Candidats      | Candidats                          | Étiquette,         | Premier tour | Premier tour |
| Candidats      | Candidats                          | Étiquette,         | Voix         | %            |
| -------------- | ---------------------------------- | ------------------ | ------------ | ------------ |
|                | Édouard de Sonnier                 | Union républicaine | 12 875       | 70,90        |
|                | César Armand Anatole de La Panouse | Légitimiste        | 5 267        | 29,00        |
|                | Divers                             |                    | 17           | 0,09         |
|                |                                    |                    |              |              |
| Inscrits       | Inscrits                           | Inscrits           | 21 524       | 100,00       |
| Votants        | Votants                            | Votants            | 18 241       | 84,75        |
| Abstention     | Abstention                         | Abstention         | 3 283        | 15,75        |
| Blancs et nuls | Blancs et nuls                     | Blancs et nuls     | 82           | 0,45         |
| Exprimés       | Exprimés                           | Exprimés           | 18 159       | 99,55        |